# Rhaphiglossa symmorpha
Rhaphiglossa symmorpha är en stekelart som beskrevs av Henri Saussure 1852. Rhaphiglossa symmorpha ingår i släktet Rhaphiglossa och familjen Eumenidae. Inga underarter finns listade i Catalogue of Life.